# Wat moet ik in Palma de Mallorca?
Wat moet ik in Palma de Mallorca? is een hoorspel van Dick Walda. De VARA zond het uit op woensdag 2 januari 1974, van 16:03 uur tot 16:55 uur. De regisseur was Ad Löbler.

## Rolbezetting
- Huib Orizand (Willem Vogel)
- Frans Somers (zijn zoon Jaap)
- Gerrie Mantel (zijn schoondochter Betsie)
- Rolien Numan (Hanna de Brack)
- Bob Verstraete (Lode Nijsing)
- Fé Sciarone (de directrice)
- Joke Reitsma-Hagelen (juffrouw Alie)
- Eva Janssen, Tine Medema & Jan Wegter (stemmen)

## Inhoud
Voor vele ouderen is de overgang van het vertrouwde huis naar een bejaardencentrum geen eenvoudige zaak. Oude bomen verplant je niet zo gemakkelijk. Zo vergaat het ook Willem vogel die zijn intrek neemt in Avondrust. Drieëndertig jaren heeft hij gevaren op houtboten en twee jaar geleden is zijn vrouw gestorven. Hij heeft zich nooit de wet laten voorschrijven, maar nu is het dan zover. Zijn kinderen begonnen hem te betuttelen, maar zullen nu aan hem geen omkijken meer hebben. Die prachtige kast hebben ze hem nog afgetroggeld. Zo gaat dat. En dat niet alleen: de hele boel hebben ze onder elkaar verdeeld. Daar zit hij dan in zijn nieuwe woonhok, door de directrice zeer elegant “appartement” genoemd. Gelukkig helpt Hanna de Brack, een lieve dame van 75 jaar, hem door de eerste moeilijke weken heen. Er ontstaat zelfs een kleine romance, maar de directrice wenst geen “getortel” op zijn  leeftijd. En als zijn kinderen – wat een goedheid toch – hem dan veertien dagen naar Palma de Mallorca willen sturen, wenst hij hierop niet in te gaan. Een bezoek aan zijn goede kennis die nu in het ziekenhuis ligt, is veel belangrijker…